# بخش ارورا، شهرستان استیل، مینه سوتا
بخش ارورا (به انگلیسی: Aurora Township) یک منطقهٔ مسکونی در ایالات متحده آمریکا است که در شهرستان استیل، مینه‌سوتا واقع شده‌است.
 بخش ارورا ۹۳٫۲ کیلومتر مربع مساحت و ۶۲۵ نفر جمعیت دارد و ۳۹۷ متر بالاتر از سطح دریا واقع شده‌است.